# Subida a Urkiola 2007
La Subida a Urkiola 2007, trentatreesima edizione della corsa, valida come evento dell'UCI Europe Tour 2007 categoria 1.1, si svolse il 5 agosto 2007 su un percorso di 163 km. Fu vinta dallo spagnolo José Ángel Gómez Marchante, che terminò la gara in 3h50'38" alla media di 42,405 km/h.
Furono 50 i ciclisti che portarono a termine il percorso.

## Ordine d'arrivo (Top 10)
| Pos. | Corridore            | Squadra        | Tempo    |
| ---- | -------------------- | -------------- | -------- |
| 1    | José Gómez Marchante | Saunier Duval  | 3h50'38" |
| 2    | David López García   | C. d'Epargne   | a 40"    |
| 3    | Juan José Cobo       | Saunier Duval  | a 43"    |
| 4    | José Miguel Elías    | Relax-GAM      | a 1'00"  |
| 5    | Daniel Moreno        | Relax-GAM      | a 1'19"  |
| 6    | David Herrero        | Karpin Galicia | a 1'43"  |
| 7    | Constantino Zaballa  | C. d'Epargne   | a 1'47"  |
| 8    | Joaquim Rodríguez    | C. d'Epargne   | a 1'51"  |
| 9    | Sergio Pardilla      | Viña Magna     | a 1'58"  |
| 10   | Jesús Ramírez        | Extremadura    | a 2'10"  |